# 石城县 (西魏)
石城县，中国古县名。
东汉时为宣汉县，西魏改名石城县。隋朝开皇十八年（598年）改通川县，即今四川省达州市达川区治。